# نيوس أوروبوس (بروزة)
نيوس أوروبوس (Νέος Όρωπός) هي مدينة في بريفيزا في مقاطعة كينتريكي إلادا في اليونان.
يبلغ عدد سكانها حوالي 1302 نسمة.